# 딸이면 어때
"딸이면 어때"는 1966년 공개된 대한민국의 영화이다.

## 배역
- 김희갑
- 고은아
- 김승호